# Bertil Kugelberg

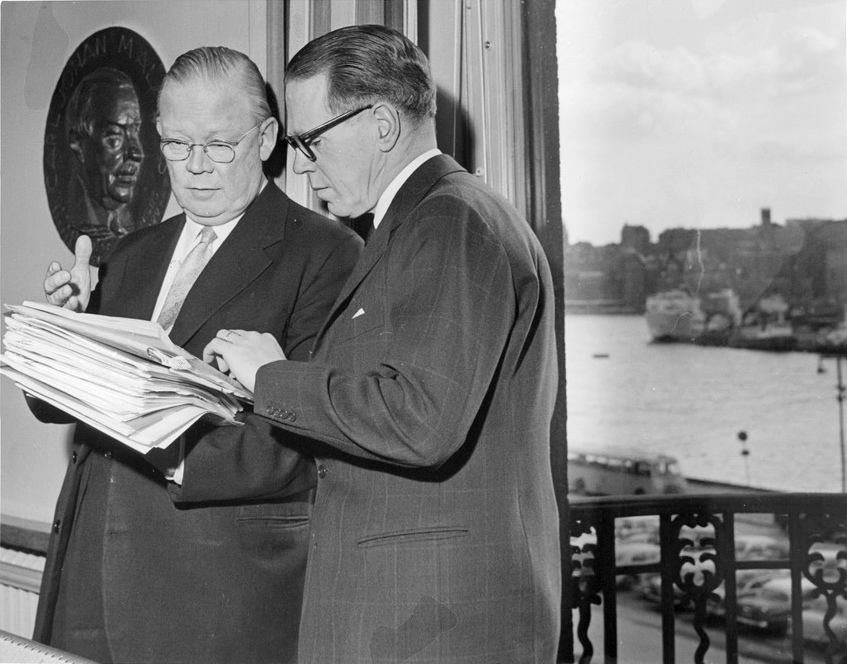
Bertil Kugelberg (till vänster) och Eije Mossberg går igenom SAF:s avtalsförslag innan sista förhandlingsrundan med LO, mars 1962.

Wilhelm Bertil Kugelberg, född 31 juli 1900 i Kungsholms församling, Stockholms stad, död 3 november 1991 i Uppåkra församling, Malmöhus län, var en svensk industriman.

## Biografi
Kugelberg var verkställande direktör för Svenska Arbetsgivareföreningen mellan 1947 och 1966, och ledamot av Arbetsdomstolen 1949–1966. Kugelberg är tillsammans med LO-chefen Arne Geijer en av arkitekterna för "den svenska modellen" och kom att personifiera den så kallade Saltsjöbadsandan, som präglades av samarbete och samförstånd mellan arbetsmarknadens parter. Kugelberg var engagerad för Norges sak under andra världskriget och var 1943–1945 ledamot av Svenska Norgehjälpens arbetsutskott, Näringslivets Norgeinsamling Norvegia, Svensk och norskamerikanska donatorkommittén samt Svenska Europahjälpens kommitté.
Kugelberg växte upp på Kungsholmen i Stockholm. Han avlade juristexamen vid Uppsala universitet 1923 och gifte sig 1927 med Märta Elisabeth Forsling. Ambassadören Ragnar Kumlin hörde till de nära vännerna. Kugelberg var far till professor Jan Kugelberg, och son till överingenjör Wilhelm Fredrik Kugelberg (född 1869), VD för Tudor, och Amy Kylberg.
Bland Kugelbergs publikationer ingår memoarböckerna Upp i vind (1985) och Från en central utsiktspunkt (1986), utgivna på Norstedts, samt "Grannar emellan. En bok om Sveriges förhållande till Norge under krigsåren 1940–1945" (1945), tillsammans med Joakim Ihlem. Hans porträtt, ett färgfotografi av Benno Movin-Hermes (Polen, 1902–1977) från 1968, finns i Moderna museets samling; och en målning i olja på duk, av Fritiof Schüldt (Sverige, 1891–1978) från 1968 finns i Nationalmuseums samling.
Kugelberg blev av misstag dödförklarad i januari 1986 i riksradions Ekonomi-Eko då Henric Borgström läste hans CV i samband med utnämningen till hedersdoktor i Lund. {{Källa behövs}}
Makarna Kugelberg är begravda på Uppåkra kyrkogård.

## Utmärkelser
- Kommendör av första klassen av Vasaorden, 6 juni 1956.[14]
- Kommendör med stora korset av Nordstjärneorden, 6 juni 1966.[15]
- Förbundsrepubliken Tysklands förtjänstorden - stora kommendörskorset med stjärna och axelrem